# Conistone
Conistone est une ville de la paroisse de Conistone with Kilnsey du Yorkshire du Nord, située dans le parc national des Yorkshire Dales.
L'église Sainte-Marie de Conistone est édifiée au XIe ou au XIIe siècle, et il s'agit d'un monument classé de grade II.

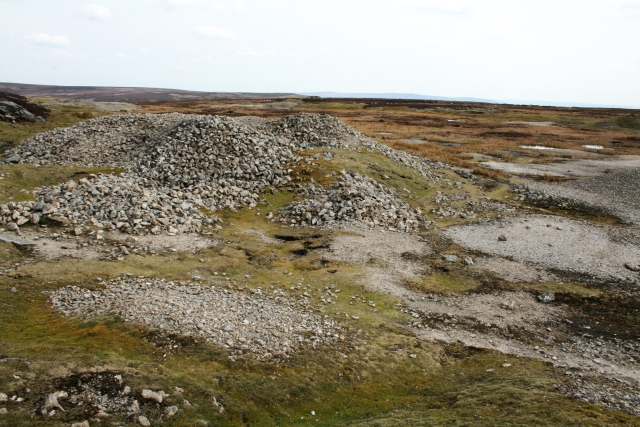
Anciennes décharges minières

La lande à l'est du village était autrefois connue pour ses mines de plomb.